# Harbor Park
O Harbor Park é um estádio localizado em Norfolk, estado da Virgínia, nos Estados Unidos, possui capacidade total para 11.856 pessoas, é a casa do Norfolk Tides, time que joga na liga menor de beisebol International League, o estádio foi inaugurado em 1993, em 2007 o Washington Nationals e o Baltimore Orioles fizeram um jogo de pré-temporada no estádio.